# Курорт

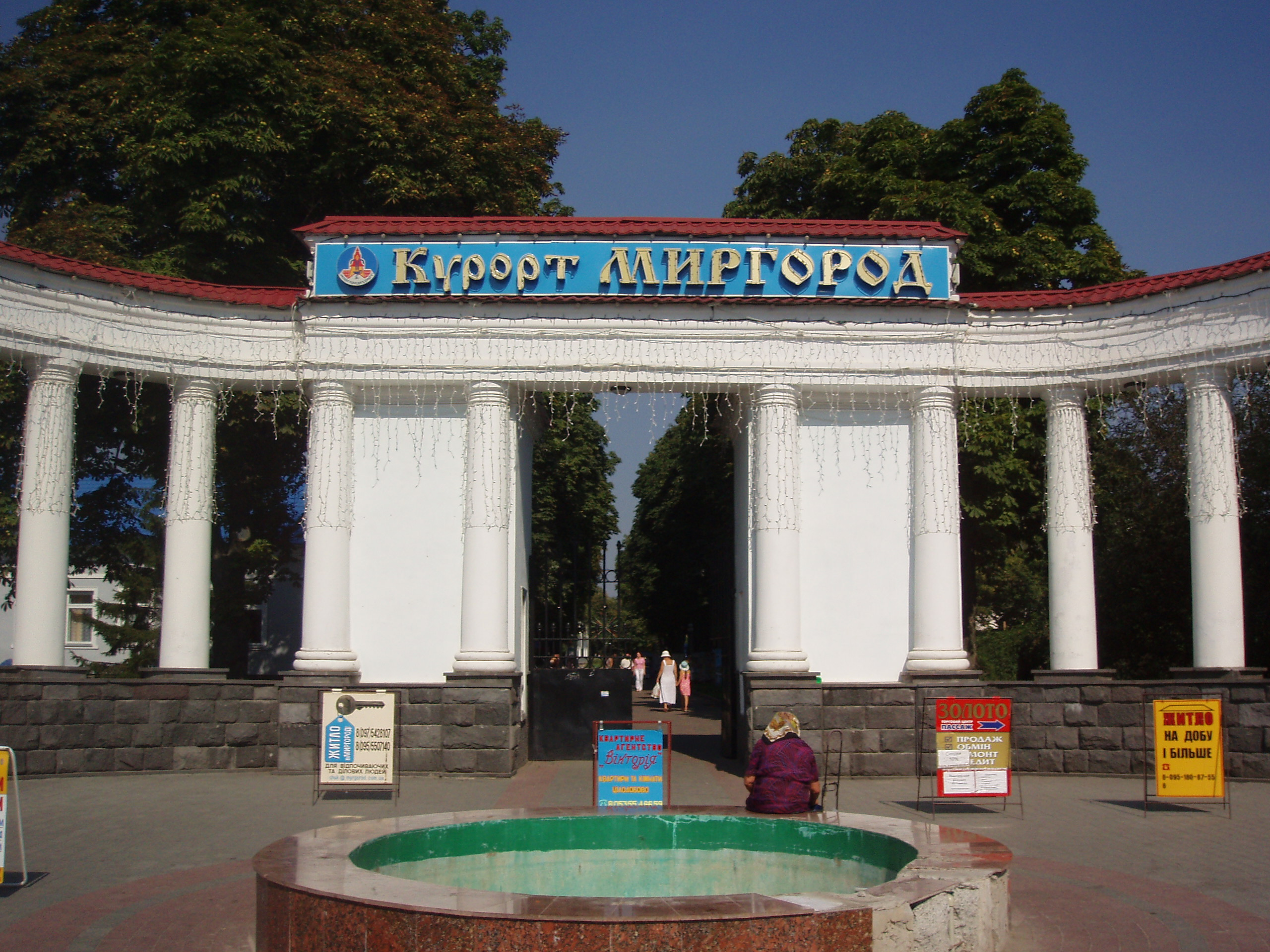
Центральна брама курортного комплексу «Миргород», Миргород, Полтавська область, Україна

Куро́рт (нім. Kurort від Kur — лікування й Ort — місце) — місце з природними лікувальними засобами (мінеральними джерелами, сприятливим кліматом, лікувальними грязями тощо), де є спеціальні установи та споруди для лікування й відпочинку хворих.

## Історія курортів
Курорти (лікувальні води) були відомі вже в Стародавньому Римі. В листах Плінія молодшого згадується мода серед молодих та здорових нероб їздити на курорти, тобто в його час (кінець І — початок ІІ століття н. е.) курорти як явище були вже давно відомі. В Новий час перші курорти виникли в XVIII столітті в Англії і були розраховані на аристократію і середній клас. У XIX столітті це нововведення перейняла і континентальна Європа. Курорти на Балтійському морі, Баден-Баден або богемські курорти як Карлові Вари незабаром стали центром зустрічей багатіїв.

## Сучасні уявлення про курорти
В медицині під курортами розуміють певну територію, на якій знаходитися природні лікувальні чинники, спеціальні технічні пристосування для їх лікувального використання (наприклад: пляжі, бювети, парки) і є лікувально-профілактичні установи — санаторії.
Курорти відрізняються від рекреаційних зон тим, що мають в своєму складі окрім природних лікувально-оздоровчих ресурсів систему технічних і медико-організаційних ресурсів і тому можуть надавати допомогу хворим різного профілю. У свою чергу, рекреаційні зони мають лише природні оздоровчі ресурси і розраховані для оздоровлення здорових людей і профілактики у них хронічних захворювань.
Медична наука, що вивчає використання природних чинників для відновлення (медичній реабілітації) здоров'я людини називається курортологією.
Медична псевдонаука, що вивчає використання природних чинників для профілактики захворювань у здорових людей називається медична валеологія.
Курорти діляться за наявностю на них ресурсів природних лікувальних чинників:
- кліматичні — мають в своєму розпорядженні лікувальне повітря (аеротерапія — високогірна, лісова, степова, пустельна тощо), сонце (геліотерапія) і море / океаном (таласотерапія).
- бальнеологічні — мають в своєму розпорядженні лікувальні води для зовнішнього і внутрішнього використання (гідротерапія), лікувальними грязями (пелоїдотерапія) і лікувальною нафтою (озокеритотерапія, нафталонотерапія). Останнім часом використовують поняття — SPA-курорти, що є синонімом бальнеологічних курортів.
- із спеціальними чинниками — наприклад, лікування кумисом.